# Summerleaze-Fußgängerbrücke

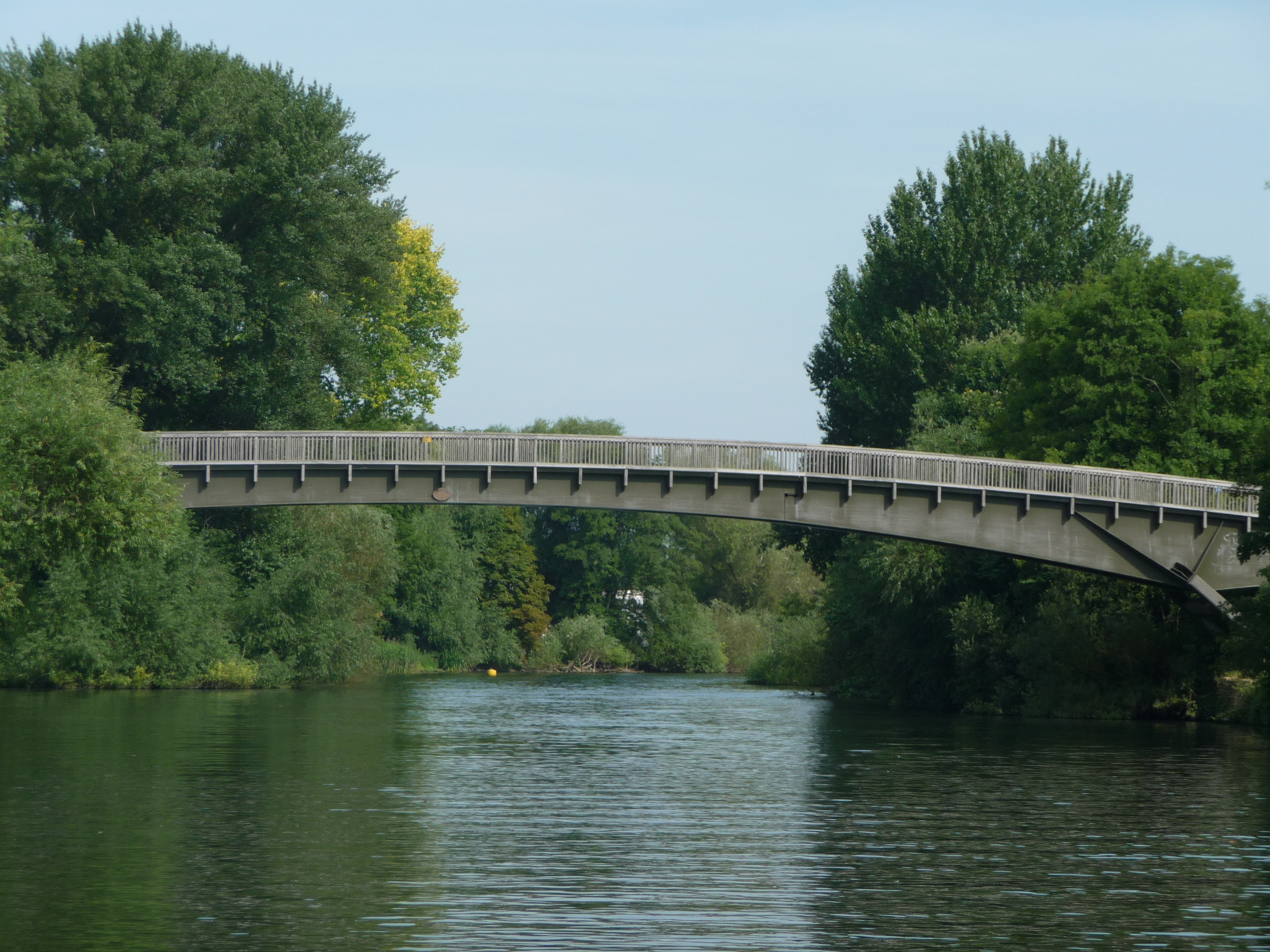
Summerleaze-Fußgängerbrücke

Die Summerleaze-Fußgängerbrücke (auch Summerleaze Bridge oder Summerleaze Footbridge) ist eine Brücke über den englischen Fluss Themse. Die Brücke verbindet die Orte Dorney in der Grafschaft Buckinghamshire und Bray in der Grafschaft Berkshire. Flussabwärts befindet sich die Schleuse Boveney Lock.
Die Brücke wurde ursprünglich im Zusammenhang mit dem Bau des Dorney Lake für eine Bandförderanlage zum Transport von Schotter errichtet und am 29. Oktober 1996 durch Richard Simmonds der Firma Summerleaze Ltd. aus Maidenhead als Fußgängerbrücke eröffnet.
Koordinaten: 51° 29′ 59,3″ N, 0° 40′ 53,5″ W